# الاتحاد الأوروبي لرواد الأعمال الشباب - نعم لأوروبا
نعم لأوروبا هي منظمة الاتحاد الأوروبي لرواد الأعمال الشباب ويقع مقرها في بروكسل تأسست في العام 1988 لتمثل رواد الأعمال الشباب في أوروبا ويضم الاتحاد ممثل واحد عن كل دولة أوروبية  يمثل منظمة وطنية لرواد الأعمال الذين يقل أعمارهم عن الأربعين عام 
تأسست نعم لأوروبا بواسطة سبع مجموعات وطنية لرواد الأعمال لمواجهة التحديات الناشئة إثرالتصديق على القانون الأوروبي الموحد في يوليو 1987. إجتمع رجال الأعمال الشباب من ألمانيا، النمسا، فرنسا، اليونان، إيطاليا، البرتغال، وكذلك من اليابان في كابري بإيطاليا، خلال المؤتمر الوطني لاتحاد رواد الأعمال للتوقيع على «الميثاق الدولي لرواد الأعمال الشباب»، المعروف ب«ميثاق كابري» التي وضعت المبادئ الأساسية للتعاون في المستقبل.
نعم لأوروبا تمثل الاتحاد الأوروبي  عدد من منظمات رجال الأعمال الشباب الدولية بما في ذلك تحالف العشرين لرواد الأعمال الشباب ومجموعة المتحدون لمناصرة الشركات الناشئة

## رؤساء المنظمة
1. 1993/1995 Veit Schmid Schmidsfelden - النمسا
2. 1995/1997 Didier Livio - فرنسا
3. 1997/1999 Emma Marcegaglia - إيطاليا
4. 1999/2001 Wolfgang Mainz - ألمانيا
5. 2001/2004 Tjark de Lange - هولندا
6. 2004/2007 Murat Sarayli - تركي
7. 2007/2009 Marting Ohneber - النمسا
8. 2009/2010 Ivan Sempere Massa - أسبانيا
9. 2010/2015 Dimitris Tsingos 0 - اليونان

## وصلات خارجية
- YES for Europe
- G20 Young Entrepreneurs'
- Alliance Allied for Startups